# Сивчикова Тетяна Миколаївна
Тетяна Миколаївна Сивчикова  (1918—1992) — радянський, український режисер по монтажу.

## Життєпис
Народ. 29 грудня 1918 р. в Києві в родині службовців. 
Навчалась на хімічному факультеті Київського політехнічного інституту (1939—1941). 
Учасница німецько-радянської війни. 
Працювала монтажером на Київській кіностудії ім. О. П. Довженка (1946—1974).
Нагороджена медалями. 
Була членом Спілки кінематографістів України.
Померла 7 липня 1992 р. у м. Сочі (Лазаревське). Похована у Києві.

## Фільмографія
Брала участь у створенні фільмів:
- «Мораль пані Дульської»
- «Кінець Чирви-Козиря» (1956)
- «НП. Надзвичайна подія» (1958)
- «Літак відлітає о 9-й» (1960)
- «Далеко від Батьківщини»
- «Артист із Коханівки» (1961)
- «Ми, двоє чоловіків» (1962)
- «Сейм виходить з берегів» (1962)
- «Повернення Вероніки» (1964)
- «Загибель ескадри» (1965)
- «Перевірено — мін немає» (1965)
- «Циган» (1967)
- «Білі хмари» (1968)
- «Анничка» (1968)
- «Поштовий роман» (1969)
- «Хліб і сіль» (1971)
- «Олеся» (1971)
- «Зозуля з дипломом» (1972)
- «Схованка біля Червоних каменів» (1972, т/ф, 2 с)
- «Не мине і року...» (1973, т/ф, 2 а)
- «Народжена революцією» (1974, т/ф, 3 с).